# Ticocystiscus
Ticocystiscus is een geslacht van weekdieren uit de klasse van de Gastropoda (slakken).

## Soort
- Ticocystiscus iberia Espinosa & Ortea, 2002